# قائمة المناطق البيئية في اليمن
فيما يلي قائمة المناطق البيئية في اليمن، كما حددها الصندوق العالمي للطبيعة (WWF).

## المناطق البيئية البرية
تقع اليمن على الحد الفاصل بين نطاقين بيئيين حيويين في العالم. يغطي الإقليم المداري الإفريقي الجزء الجنوبي من شبه الجزيرة العربية، وكذلك أفريقيا جنوب الصحراء ومدغشقر. في حين تغطي المنطقة القطبية الشمالية القديمة بقية شبه الجزيرة العربية بالإضافة إلى منطقة أوراسيا المعتدلة وشمال إفريقيا.

### الأراضي العشبية الاستوائية وشبه الاستوائية والسافانا والشجيرات
- الغابات الجبلية في جنوب غرب الجزيرة العربية (أفروتارية)
- غابات الضباب الساحلي والشجيرات والكثبان الرملية في جنوب الجزيرة العربية (أفروتارية)

### الصحاري والشجيرات الجافة
- الصحراء العربية (بالاركتيك)
- صحراء الضباب الساحلية لشبه الجزيرة العربية (أفروتارية)
- البحر الأحمر نوبو-سنديان الصحراء الاستوائية وشبه الصحراوية (بالاركتيك)
- جزيرة سقطرى والشجيرات الجافة (أفروتارية)
- سافانا جنوب غرب مرتفعات الجزيرة العربية (أفروتارية)

## المناطق البيئية البحرية
تنقسم بحار اليمن إلى ثلاث مناطق بيئية بحرية، وكلها جزء منطقة غربي المحيط الهندي والمحيط الهادئ:
- جنوب البحر الأحمر
- خليج عدن
- غرب بحر العرب